# Agromyza brunnicosa
Agromyza brunnicosa är en tvåvingeart som beskrevs av Becker 1908. Agromyza brunnicosa ingår i släktet Agromyza och familjen minerarflugor.
Artens utbredningsområde är Kanarieöarna. Inga underarter finns listade i Catalogue of Life.